# Thundridge
Thundridge est une paroisse civile et un village du Hertfordshire, en Angleterre.